# TSS Cargo
TSS Cargo a.s. (VKM: TSSC) je česká firma, po jistou dobu také železniční dopravce, se sídlem v Praze. Společnost vznikla odštěpením z firmy Traťová strojní společnost a jejím 100% vlastníkem je akciová společnost Rail Invest.

## Historie
Společnosti vznikla 1. ledna 2012 odštěpením části majetku firmy Traťová strojní společnost (TSS), která měla shodného vlastníka, tj. firmu Ostravské opravny a strojírny (OOS). Hodnota majetku vložené do TSS Cargo činila 1 463 567 000 Kč a zahrnovala zejména nemovitosti střediska TSS v Hulíně, lokomotivy (13 ks řady 742, 1 ks 711, 2 ks 721, 4 ks 753.7, 8 ks 730 a 5 ks 740), několik set nákladních vozů a další majetek.
Kromě výše uvedených lokomotiv pak společnost v roce 2014 odkoupila od Deutsche Bahn 16 kusů elektrických dvousystémových lokomotivy řady 180 (odpovídají české řadě 372). Tyto lokomotivy začala společnost postupně nasazovat do provozu od ledna 2015. Byly používány na různé nepravidelné přepravy, od března 2015 pak rovněž na kontejnerových vlacích směřujících z přístavu Bremerhaven do terminálů Mělník a Ostrava-Paskov. Na těchto vlacích byly použity vozy Sggrss vyrobené mateřskou společností OOS.
V letech 2014 až 2016 byly stroje TSSC (zejména lokomotivy řady 753.7) nasazovány na přepravách uhlí pro Elektrárnu Nováky, které zajišťovala sesterská Traťová strojní společnost.
V roce 2020 bylo sídlo společnosti přeneseno z původní Ostravy do Prahy. K 1. dubnu 2023 společnost uváděla, že má pouze tři zaměstnance. Na počátku roku 2024 už společnost nefigurovala na seznamu dopravců působících na síti Správy železnic.